# Louis Le Gendre
Pour les articles homonymes, voir Louis Legendre.
Louis Le Gendre (ou Legendre dans certaines bibliographies modernes), né à Rouen en 1655 et mort à Paris le 1er février 1733, est un historien français et chanoine de Notre-Dame de Paris.

## Biographie
Second fils de Charles Le Gendre et d'Isabeau Le Picard, Louis Le Gendre, brillant écolier, il devint dès son enfance le protégé de l'archevêque de Rouen, François de Harlay. Il sut se montrer reconnaissant et dévoué à son protecteur, qui l'emmena avec lui quand il fut appelé à l'archevêché de Paris en 1670. Là, Le Gendre fut fait chanoine de Notre-Dame de Paris. 
Il est l'auteur de plusieurs ouvrages historiques. Son panégyrique sur Louis XIV (1697) connut trois éditions en l'espace de seulement 18 mois ; toutefois son Histoire nouvelle de France, qui lui coûta dix ans de travail, mérite une mention spéciale : dans les derniers volumes, l'auteur n'hésite pas à remettre en cause les droits  et usages de l'Église de France. 
Ne laissant à sa mort que des collatéraux à un degré très éloigné pour héritiers d'une fortune qu'il ne tenait pas de sa famille, et qu'il devait entièrement à son érudition, il consacra aux lettres et aux arts le fruit de ses économies. Élevé à Rouen par la charité, enrichi et reconnu à Paris, il fit de ces deux villes ses héritières. Son legs le plus fameux, cependant, est celui qu'il fit à l’Université de Paris, et qui est à l'origine du Concours général.

## Œuvre
- Histoire du règne de Louis le Grand jusques à la paix générale (1698)[5] ;
- Nouvelle histoire de France depuis Pharamond jusqu'à ce jour (Musier, Paris, 1699)
- Mœurs et coutumes des Français (1712) ;
- Histoire de France depuis le commencement de la monarchie jusqu'à la mort de Louis XIII (Robustel, Paris, 1718) ;
- (la) Vie de l'archevêque de Harlay (1720) ;
- Vie du cardinal d'Amboise (1724) ;
- Mémoires de l'abbé Le Gendre, chanoine de Notre-Dame..., abbé de Clairfontaine (Charpentier, Paris, 1863, 420 pages ; réédition Ulan Press, 4 juin 2011, 434 pages).